# 中村確堂
中村 確堂（なかむら かくどう、天保3年10月8日（1832年10月31日） - 明治30年（1897年）3月3日）は、幕末から明治維新期の漢学者で教育者。水口藩校にて教鞭をとり、廃藩置県後は埼玉師範学校（現埼玉大学教育学部）長や彦根中学校（現滋賀県立彦根東高等学校）長を務め、一生を教育に捧げた。

## 生涯
中村確堂は、天保3年10月8日（1832年10月31日）に水口藩士山県彦三郎の3男に生まれ名は彝、後に通称鼎五、字は士訓、号を確堂と称した。14歳で藩校に入ると瞬く間に頭角を現し翌年には藩校助教となると共に水口藩儒中村栗園の養子となった。17歳で儒学見習いとなり養父に替わり藩校にて講義を行ったとも伝えられる。19歳で大津の上原立斎の塾に入り、21歳から大阪・京都に遊学し33歳の時に帰藩した。この後水口藩校で漢学を教えた。
栗園が藩政に関与すると暫くしてペリー浦賀来航がおこり、確堂は養父のために情報収集に努め他藩士等との交際を重ねた。幕末水口藩内でも勤皇派と佐幕派に分かれると養父は勤皇派の指導者となり、確堂は養父を補佐すると共に藩校講義内容を勤皇を主とする内容に変更し授業を行った。慶応2年（1866年）第二次長州征討に際して水口藩は京都護衛を行い確堂も従軍した。明治元年（1868年）鳥羽・伏見の戦いにおいて御所警護を行い4月まで護衛の任につき、6月帰郷後確堂は学校督学に命じられた。明治6年（1873年）修史館2等編集官兼埼玉師範学校長に任じられ、明治16年（1883年）彦根中学校長に転じ明治19年（1886年）5月辞職すると本願寺大教校（現龍谷大学）教授に招聘され京都師範学校教諭を兼ね明治29年（1896年）老齢を理由に退職した。
京都市内佛光寺界隈に隠居所を設けたが明治30年（1897年）3月3日死去した。一生を教育に捧げつねに精神教育を強調し、大正4年（1915年）11月改めて確堂の功績が認められ従五位に叙された。

## 関連事項
著書
- 「評本文章軌範」（頼山陽他 亀谷竹二 1878年）
- 「文章正鵠」（敬文堂 1879年）
- 「尚友小史 第1輯」（混々舎 1892年）
- 「高等小学文範」（岡千仭共著 金港堂 1884年）
- 「初等小学文範 全3巻」（進藤政斎共著  金港堂  1883）
- 「中等小学文範 全3巻」（進藤政斎共著 金港堂  1883）
- 「修身事実録」（中近堂等 1887年）
- 「日本漢文学読本」（中近堂 1893年）
- 「碧梧翠竹居文鈔」（大谷仁兵衛 1896年）

編集他
- 「栗園文鈔 文鈔全3巻・余稿全2巻」（中村栗園著 1860年）
- 「栗園余稿 全2巻」（中村栗園著 1861年）
- 「遜斎文鈔」（巽太郎著 擁万堂 1878年）
- 「栗園文稿」（中村和著 1881年）
- 「栗園詩稿」（中村和著 1884年）

記念碑
- 中村栗園・確堂の記念碑：滋賀県甲賀市水口町京町大岡寺境内[1][2]